# Jerolim Kavanjin
Jerolim Kavanjin, hrvaški pesnik, * 1643, Split, † 1714, Sutivan.
Kavanjin je študiral v Padovi, kjer je postal doktor prava.
Po končanem študiju se je vrnil domov in živel v Splitu in Zadru, kjer je opravljal odvetniški poklic. Po upokojitvi se je naselil v svoji počitniški hiši v Sutivanu, kjer je pisal pesmi, med drugim tudi pesnitev Bogatstvo i uboštvo (z daljšim naslovom Poviest vanđelska bogatoga a nesrećna Epoluna i ubogoga a časta Lazara). To je najobsežnejše delo stare hrvaške književnosti, napisano v 30 spevih
z 32658 verzi, ki pa je brez umetniške vrednosti, hkrati pa je kulturno - zgodovinsko zelo pomembno delo.